# Domingo González (cineasta)
Domingo González Redondo (Cáceres, 1965) es un cineasta español, conocido especialmente por ser el realizador de los videoclips de algunos de los grupos más relevantes del sello discográfico Elefant, como La Casa Azul o Camera Obscura. 
González también ha hecho incursiones en el mundo del cortometraje con su cinta La Superamigas contra el Profesor Vinilo (2003), que recibió el Premio del Jurado Joven en la XIV Semana Internacional Cine Fantástico de Málaga. El corto, protagonizado, entre otros, por Bárbara Goenaga, contó con la colaboración de Guille Milkyway para la banda sonora.
En publicidad, González ha dirigido, entre otros, el spot del nuevo Samsung Z240, en el que sirvió, como en ocasiones anteriores, de la música de La Casa Azul para acompañar las imágenes.

## Filmografía y videoclips
Cortos:
- Las Superamigas contra el Profesor Vinilo (2003)

Videoclips de Camera Obscura:
- Lloyd, I'm ready to be heartbroken (2006)

Videoclips de La Casa Azul
- Como un fan
- Superguay
- El sol no brillará nunca más
- Esta noche sólo cantan para mí
- La Revolución Sexual (2008)

Spots publicitarios:
- Samsung Z240 (2008)
- Amo a Laura (anuncio de MTV) (2006)